# Toft Monks
Toft Monks är en ort och civil parish i Storbritannien.   Den ligger i grevskapet Norfolk och riksdelen England, i den sydöstra delen av landet, 160 km nordost om huvudstaden London. Toft Monks ligger 28 meter över havet och antalet invånare är 324.
Terrängen runt Toft Monks är platt. Runt Toft Monks är det tätbefolkat, med 308 invånare per kvadratkilometer. Närmaste större samhälle är Lowestoft, 11,9 km öster om Toft Monks. Trakten runt Toft Monks består till största delen av jordbruksmark.